# Vikas Swarup
Vikas Swarup (Allahabad, 22 giugno 1961) è uno scrittore e diplomatico indiano, particolarmente noto per aver scritto il romanzo Le dodici domande da cui è stato tratto il film The Millionaire nel 2008.

## Biografia
Nel 1986 si laureò alla Allahbad University e si candidò per l'Indian Foreign Service. Prestò servizio in diverse ambasciate, tra cui Ankara, Addis Abeba, Londra e Pretoria. Dal 2009 è stato Console Generale dell'India a Osaka-Kōbe in Giappone. Nel 2014 presta servizio a New Delhi al Ministero degli Affari Esteri.
Durante la sua permanenza nel Regno Unito trasse spunto da un fatto di cronaca inglese per scrivere Le dodici domande. Il libro venne pubblicato nel 2005 e diviene un best seller tradotto in 42 lingue. Vinse nel 2006 il Boeke Prize in Sudafrica e nel 2007 il Prix Grand Public al Salone del Libro di Parigi. Nel 2008 dal libro venne tratto il soggetto per il film The Millionaire, diretto da Danny Boyle. Il film vinse otto premi Oscar.
L'autore si è dichiarato soddisfatto dell'adattamento, nonostante alcune modifiche, come l'aver cambiato il nome del protagonista.
Nello stesso anno uscì il suo secondo romanzo, I sei sospetti, tradotto in più di trenta lingue. La BBC sta valutando l'ipotesi di trarre un film anche da questo libro.
Nel 2012 esce il suo libro più recente, Apprendista per caso. I tre libri hanno in comune il fatto di raccontare un'India dove convivono il passato, le religioni tradizionali e la forte presenza del presente, in un mondo moderno, occidentalizzato e descrivono le contraddizioni dell'India di oggi. 
Ha collaborato con Save the Children scrivendo un racconto pubblicato nella raccolta The Children's Hours: Stories of Childhood. 
Ha anche collaborazioni con diversi giornali, tra cui The Guardian, TIME, dove scrive articoli di attualità indiana, e sul Financial Times dove recensisce alcuni libri.